# Danuta Zachariasiewicz
Danuta Zachariasiewicz, z d. Baraniuk (ur. 5 stycznia 1939 w Kołomyi, zm. 29 czerwca 2018 w Głogowie) – polska pływaczka, mistrzyni Polski, medalistka Letniej Uniwersjady (1961).

## Kariera sportowa
Uczęszczała do I Liceum Ogólnokształcącego w Prudniku. Karierę pływacką rozpoczęła pod okiem trenera Eugeniusza Durlika w klubie Włókniarz Prudnik. Reprezentując prudnicki klub zdobyła w 1955 mistrzostwo Polski juniorów.
Od 1956 do 1962 reprezentowała barwy Ślęzy Wrocław, gdzie jej trenerami byli Alfreda Naborczyk i Zdzisław Naborczyk. We wrocławskim klubie wywalczyła mistrzostwo Polski seniorek na basenie 50-metrowym na dystansie 400 m stylem dowolnym w 1958 i 1959, wicemistrzostwo Polski na 100 m stylem dowolnym w 1957 i 1958 oraz brązowe medale na 100 m stylem dowolnym w 1959, 400 m stylem dowolnym w 1960, sztafecie 4 x 100 m stylem dowolnym w 1957, sztafecie 4 x 100 m stylem zmiennym w 1957.
Jej największym sukcesem na arenie międzynarodowej były medale Letniej Uniwersjady w 1961 - srebrny na 400 m stylem dowolnym i brązowy w sztafecie 4 x 100 m stylem dowolnym (partnerkami były Alicja Klemińska, Krystyna Jagodzińska i Renata Tykierka).